# 沢の鶴
沢の鶴株式会社（さわのつる）は、日本の酒類製造業会社。兵庫県神戸市、灘五郷の一つ西郷に本社を置く。
『純米』に自信をもつ酒蔵である。

## 沿革
- 1717年 - 創業。
  - 当時は両替を主に扱う商人であり、大名の蔵屋敷に出入りし、藩米を取り扱う仕事を主に行った。当時の屋号は米屋。その別家の米屋喜兵衛が米屋の他、副業で酒を造り始めたことが始まりである。商標が※印なのはそのためである。
- 1885年 - 「澤之鶴」を商標登録。
- 1898年 - 石崎合資会社に改組。
- 1919年 - 石崎株式会社に組織変更。
- 1964年 - 沢の鶴株式会社に社名変更。
- 1978年 - 昔の酒蔵「沢の鶴資料館」オープン。全国で初めての酒蔵の公開資料館。
- 1991年 - CIを導入、ロゴマークを創業時から使われてきた※印から鶴の羽を模った現行のものに変更。また、表記が「澤之鶴」から「沢の鶴」に変更（イギリスでは現在でもCI導入前のラベルで販売されている）。
- 1993年 - 日本酒の冷・燗における温度の定義を発表。これまではっきりしていなかった温度の定義を研究発表（沢の鶴相性研究会）。
- 1995年
  - 1月 - 阪神・淡路大震災により、沢の鶴資料館をはじめ、木造蔵が全倒壊。
  - 1.5カップ（上撰・丹頂）発売。大容量カップ酒の先駆けとして知られている。
  - 8月 - 阪神・淡路大震災で被災・廃業した世界長酒造より8月1日付で営業権とブランドを譲受[1]し、販売を開始。
- 1998年 - 米だけの酒発売。日本初の非純米「米だけの酒」であったが、2004年の酒税改定により、現在は純米酒になっている。
- 1999年 - 昔の酒蔵「沢の鶴資料館」再建オープン。阪神・淡路大震災で倒壊したが、全国初の木造免震構造を採用し再建（兵庫県指定有形民俗文化財）。
- 2017年3月6日 - 女性向け日本酒「SHUSHU」を販売（日本酒のキャラクター化プロジェクト「ShuShu（シュシュ）」とは全く関係はない。）。
- 2022年6月1日 - 純米大吟醸酒『NADA88（なだはちじゅうはち）』を、クラウドファンディングサイト「Makuake（マクアケ）」で発売。酒米には、2016年3月からヤンマーと共同開発を進めてきた新しい品種を使用[2]。

## 商品

### 日本酒

#### 純米吟醸酒
- Kobe1717
- 純米吟醸 瑞兆

#### 特別純米酒
- 特別純米酒 実楽山田錦
- 特別純米酒 本格甘口 山田錦
- 特別純米酒 灘生酛
- 100人の唎酒師
- 特別純米酒 山田錦

#### 純米酒
- 米だけの酒
- 純米酒 山田錦300ml
- 米だけの酒 糀2倍の純米酒
- 整酒
- SHUSHU Light
- たまには酔いたい夜もある
- 米だけの酒 純米原酒生貯蔵
- 純米樽酒
- 純米原酒
- 新米新酒 初生原酒
- 生酛純米 ひやおろし
- 純米
- 純米酒 山田錦
- 米だけの酒 コクとうまみなのにすっきり

#### 純米大吟醸酒
- 純米大吟醸「天空の泉」
- X03 無濾過原酒
- 純米大吟醸 敏馬
- 純米大吟醸「敏馬の浦」
- 純米大吟醸「鶴の舞」
- 純米大吟醸「瑞兆」
- 純米大吟醸 NADA88

#### 長期熟成酒
- 1991年ヴィンテージ古酒
- 1997年ヴィンテージ古酒
- 2008年ヴィンテージ古酒

#### 大吟醸酒・吟醸酒
- 大吟醸「春秀」壺
- 大吟醸「春秀」瓶
- 大吟醸 「加乗ム」

#### 本醸造酒
- 生酛造りのきもとさん
- 本醸造生酒
- なまんま
- 特撰 本醸造
- 生酛本醸造「蔵一番」
- 上撰 本醸造
- 上撰 本醸造辛口

#### カップ酒・普通酒
- X03 貴醸酒原酒
- 丹頂 1.5カップ
- 上撰 酒蔵
- 丹頂 酒蔵辛口
- 和のさけ
- 丹頂
- 丹頂 辛口

#### 寿海
- 上撰 寿海本醸造

#### 世界長
- 上撰 世界長 本醸造
- 世界長 おかわりパック

#### 樽酒・その他
- 仮巻樽
- 丹頂 本荷樽
- 祝樽【純米・祝印】
- 純米本荷樽

### 梅酒
- 1990年古酒仕込み梅酒
- 1990年古酒仕込み梅酒 金箔入
- 純米古酒仕込み 大阪はちみつ梅酒
- 古酒仕込み 紅茶梅酒
- 古酒仕込み梅酒

### 焼酎
- 焼酎 夢酎

### ノンアルコールビール
- Bavaria 0.0%
- Bavaria 0.0% Lemon

### 奈良漬
- 奈良漬 化粧箱詰
- 奈良漬 袋詰

### その他
- 杜仲茶

## 過去の商品

### 日本酒
- 人生讃歌
- 上撰 サワフレンド
- 丹頂 サワフレンド
- 丹頂 1.5カップ辛口
- 華紋 寿海
- 別撰 世界長
- 別撰 世界長 辛口

### 梅酒
- 1999年 古酒仕込み 梅酒

### 古酒
- 1973年醸造 古酒

## 受賞歴
全国新酒鑑評会
平成14酒造年 - 29酒造年
- 「沢の鶴」金賞受賞 - 平成29年受賞

## 沢の鶴資料館

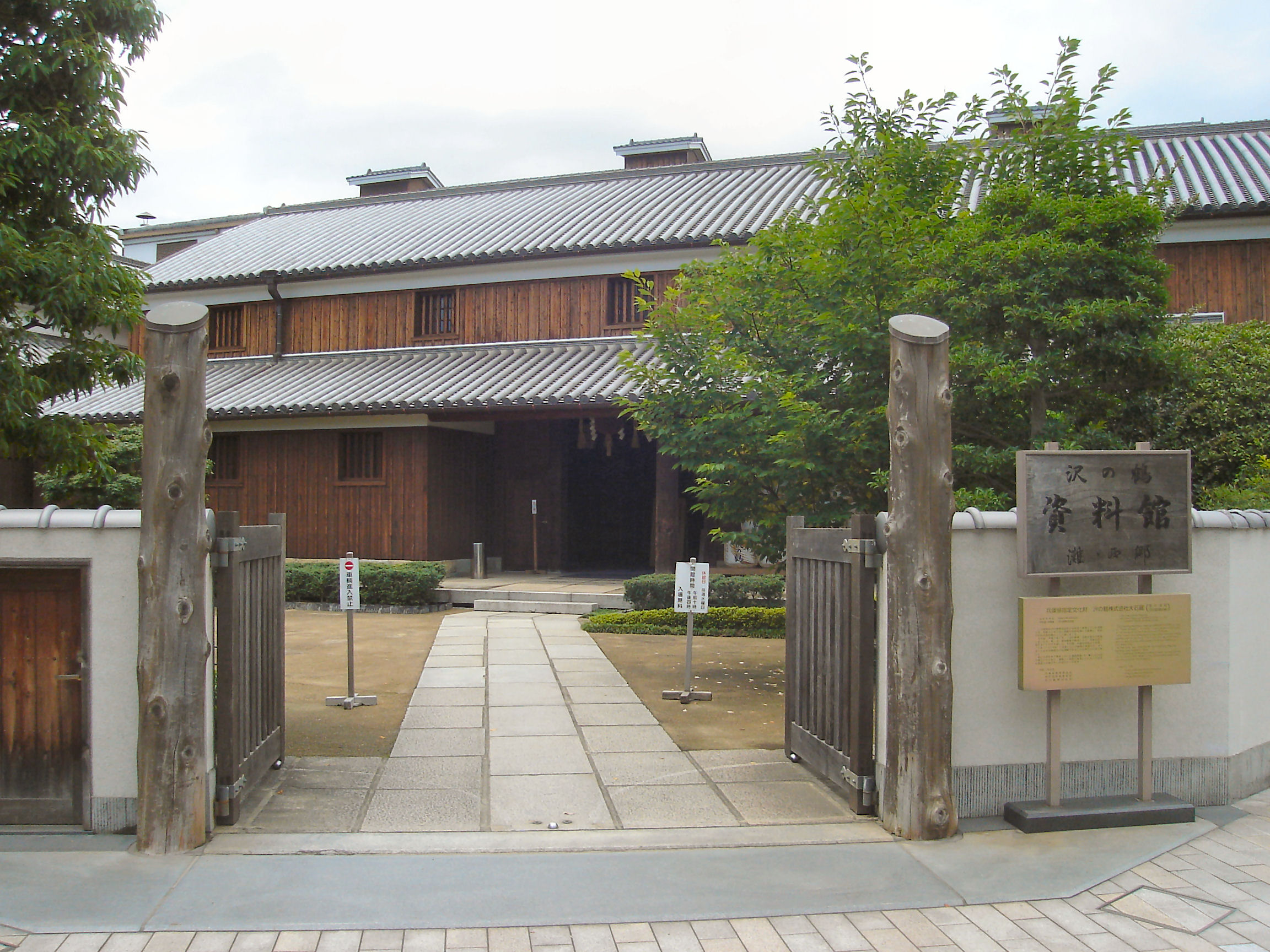
沢の鶴資料館

酒造りの歴史を伝えるため昔の酒蔵を利用して1978年（昭和53年）11月公開された博物館。酒造りの各工程とその際、使用する道具類を展示している。
兵庫県の重要有形民俗文化財の指定を受けたが阪神大震災で全壊した。その後、1999年（平成11年）に全国初の免震構造を導入の上、再建された。

## 世界長酒造のその後
世界長酒造は1758年（宝暦8年）創業。特に静岡県においては強力な販売力を有していた世界長酒造ではあるが、1995年の震災により、酒蔵の姿はなくなったものの、神戸市を中心に居酒屋『清酒 世界長蔵元直売所』は今も姿を残している（2022年1月現在）。
代表的な店舗としては、阪神電車元町駅、新開地駅を最寄り駅としている（例：『酒房 世界長蔵元直売所 新開地店』）。また、今販売している店舗は、沢の鶴問い合わせ窓口のみ（非常にレアである）。

## CM出演者
- 三林京子
- 内藤國雄
- 紺野美沙子
- 滝田栄

## 提供番組
- 傷だらけの天使（日本テレビ系列）
- 八木治郎ショー（毎日放送制作・TBS系列）
- サンテレビボックス席（サンテレビ）

## その他
- プロ野球チーム・日本ハムファイターズ（現・北海道日本ハムファイターズ）の応援歌「ファイターズ讃歌」の最終部旋律は、沢の鶴がテレビCMの終わりで企業名を言う時の旋律に似ている。ほんの3秒前後なのだが、双方とも当該部の歌詞冒頭が「さわ」なこともあって、聞けばピンと来る旋律である。
- 歴史的には、アサヒビールの設立においては、発起人として関与したことで知られている。
- 白鶴酒造や月桂冠などと同様に、株式を上場していない酒造会社である（ただし、日本酒を主とする酒造会社のほとんどは株式を公開していない）。
- かつては三和グループの親睦会・みどり会に属しており[4]、1985年に開催された科学万博に三和グループがパビリオン「みどり館」を出展した際には沢の鶴もつくばみどり会のメンバーとして名前を連ねたが[4]、その後みどり会を退会し三和グループから離脱した。